# Henri Glineur
Henri Glineur (Roux, 13 maart 1899 - Jumet, 28 januari 1978) was een Belgisch politicus voor de PCB.

## Levensloop
Hij was zoon van een mijnwerker en moest vroeg zijn onderwijs afbreken om te gaan werken in de steenkoolmijnen. Hij kwam onder de indruk van de oktoberrevolutie en werd een der stichters van de eerste communistische cel van Charleroi. Alwaar hij in 1932 verkozen werd tot lid van de Kamer van volksvertegenwoordigers, waarvan hij lid was tot in 1946. Toen hij in 1932 verkozen werd, zat hij een gevangenisstraf van één jaar uit voor stakingsoproer. Nadat hij vervroegd vrijgelaten werd, kon hij de eed afleggen.
Hij streefde een Belgische eenheid na van de Waalse en Vlaamse arbeiders- en boerenrepublieken met daarin een autonoom Wallonië. Voor Glineur was de Vlaamse Beweging in zijn imperialisme een kunstmatige oorlogsmachine, opgezet door het grootkapitaal om de Waalse en Vlaamse arbeiders te verdelen.
Tijdens de Tweede Wereldoorlog werd hij lid van de weerstand. In 1942 werd hij gearresteerd en naar een vernietigingskamp gedeporteerd, maar werd in 1945 levend bevrijd in Buchenwald. In 1946 behaalde hij bij de verkiezingen een zetel in de Senaat, waar hij tot in 1954 zetelde. Hij nam het woord op het Waals nationaal Congres maar werd uitgejouwd wanneer hij solidariteit tussen de volksmassa's van Vlaanderen en Wallonië verdedigde. Als secretaris van de groepering van Waalse parlementairen, steunde hij in 1947 het voorstel tot grondwetsherziening ten voordele van het federalisme dat echter niet in overweging werd genomen, wegens de Waalse minderheid in het Parlement.
In 1954 stemde hij tegen de amendementen van Edmond Yernaux bij het voorstel Van Belle-Merlot en werd uitgesloten uit de groepering van Waalse parlementairen. Door de Senaat werd hij aangeduid als lid van het Centrum Harmel, maar nam amper deel aan de werkzaamheden. In 1947 werd Glineur benoemd tot burgemeester van Roux, waar hij van 1926 tot 1970 gemeenteraadslid was, maar door de tanende invloed van het communisme moest hij in 1950 aftreden als burgemeester. Bij de verkiezingen van 1954 werd hij ook niet meer verkozen als parlementslid.
Binnen de KPB-PCB begon hij meer en meer geïsoleerd te geraken en in 1963 verliet hij de partij om toe te treden tot de nieuwe maoïstische partij Parti communiste wallon (PCW) van Jacques Grippa. Deze partij kende echter geen politiek succes. Bij de verkiezingen van 1965 was hij voor de partij kandidaat in het kiesarrondissement Luik maar raakte niet meer verkozen.
Hij was de broer van Georges Glineur, eveneens politicus bij de PCB.